# 요시히로 미쓰유키
요시히로 미쓰유키(일본어: 吉弘充志, 1985년 5월 4일 ~ )는 일본의 전 축구 선수이다.

## 구단 경력
과거 산프레체 히로시마, 콘사돌레 삿포로, 에히메 FC, 도쿄 베르디에서 활동하였다.

## 국가대표팀 경력
그는 2005년 FIFA 세계 청소년 축구 선수권 대회에 참가할 일본 U-20 국가대표팀에 선발되었으나 경기에 출전하지는 못하였다.